# Mariano del Friuli
Mariano del Friuli (Marian in friulano), già Mariano, è un comune italiano di 1 467 abitanti del Friuli-Venezia Giulia, noto per una forma di artigianato attiva in paese fin dal XVIII secolo, quella delle seggiole.

## Storia
La frazione di Corona fu annessa a Mariano del Friuli nel 1928.
Il 26 novembre 1990 fu rinvenuto sotto la cappella del cimitero di Mariano un NASCO, ovvero un contenitore di pistole ed armi individuali, sotterrato in loco il 25 luglio 1964 nel contesto dell'Operazione Gladio. Le armi furono occultate prima dell'espansione della struttura cimiteriale da parte di gruppi militari o paramilitari che le avrebbero potute usare per un eventuale intervento armato anti-comunista sul suolo della Repubblica Italiana.

### Simboli
Lo stemma è stato concesso con regio decreto n. 4423 del 18 aprile 1929 e si può blasonare:
Il gonfalone, concesso con decreto del presidente della Repubblica del 12 aprile 1965, è costituito da un drappo di verde.

## Monumenti e luoghi d'interesse
- Chiesa parrocchiale. Edificata nel XVIII secolo sulla base di quella precedente, risalente al Cinquecento.

- Chiesa della Santissima Trinità. Anticamente era la chiesa principale.
- Chiesa di Corona

## Economia
In passato, l’economia comunale si fondava prevalentemente sulla produzione di mobili, in particolare di sedie. Mariano fece parte del distretto della sedia, tuttavia, tra gli anni novanta e duemila, molte aziende del settore chiusero a causa della delocalizzazione della produzione all’estero, motivata dalla necessità di ridurre i costi.
Oggi, l’economia locale si basa principalmente sul commercio del vino.
A Mariano vi era la fabbrica Italsvenska, specializzata nella lavorazione del legno, poi chiusa nel 2013

## Società

### Evoluzione demografica
Abitanti censiti

### Lingue
A Mariano del Friuli, accanto alla lingua italiana, la popolazione utilizza la lingua friulana. Ai sensi della Deliberazione n. 2680 del 3 agosto 2001 della Giunta della Regione autonoma Friuli-Venezia Giulia, il Comune è inserito nell'ambito territoriale di tutela della lingua friulana ai fini della applicazione della legge 482/99, della legge regionale 15/96 e della legge regionale 29/2007.
La lingua friulana che si parla a Mariano del Friuli rientra fra le varianti appartenenti al friulano goriziano.

## Cultura
- Corale Renato Portelli, polifonia sacra e profana

## Amministrazione

### Gemellaggi
Lurnfeld, dal 2006

## Sport

### Calcio
La squadra di calcio del paese è l'A.S.D. Mariano 1925 che milita nel girone C friulano di 1ª Categoria. È nata nel 1925. I colori sociali sono il rosso ed il blu.
Da diversi anni si è creato un settore giovanile di tutto rispetto, partendo da sei ragazzi di pochi anni fa, arrivando agli attuali ottanta circa, con le categorie piccoli amici, primi calci, pulcini, esordienti e giovanissimi U15, dove hanno potuto farsi apprezzare anche al di fuori dai confini regionali. È la città natale del portiere italiano Dino Zoff.

### Nuoto
Mariano del Friuli ha dato i natali a Romana Calligaris.